# Alberto Federico Ravell
Alberto Federico Ravell Arreaza (Caracas, Venezuela, 14 de enero de 1946), es un periodista venezolano. Es cofundador del canal de noticias de Venezuela, Globovisión. 
Posee una gran experiencia en radio y televisión, desde los 13 años está ligado a los medios de comunicación social, siguiendo los pasos de su padre Alberto Ravell, y se ha caracterizado por una posición crítica frente a los gobiernos de Hugo Chávez y Nicolás Maduro.

## Carrera

### Primeros años
Entre los años 1968-1969 creó Radio Angostura y Radio Canaima. En 1973 fue designado director de medios de la campaña electoral de Carlos Andrés Pérez y en 1974 cuando Pérez ganó la presidencia, fue nombrado director de la Oficina Central de Información del Gobierno Nacional. 
En 1978 fue designado director de medios de la campaña electoral de Luis Piñerúa Ordaz y en 1980 creó la agencia de publicidad Octavo Arte. En 1984 durante el gobierno de Jaime Lusinchi es nombrado Presidente del Canal 8, Venezolana de Televisión. Ravell fue interpelado por el Congreso Nacional de Venezuela por numerosas irregularidades y denuncias durante el manejo del Canal 8, Venezolana de Televisión.

### Televen
Ravell ayuda a fundar a Televen junto con Omar Camero, Guillermo "Fantástico" González y Gustavo Cisneros en el año 1988; pero debido a la reforma de una ley, que prohibía que una sola persona tuviera más de un canal de televisión o radio, venden sus acciones junto al dueño de Venevisión -Cisneros- y Guillermo González a Camero.

### Globovisión
En 1991 junto a Guillermo Zuloaga y Luis Teófilo Núñez, procedieron a solicitar una licencia para canales en banda UHF; y en 1994 Ravell propuso la creación de un canal de noticias en Venezuela; de esa forma nació Globovisión en el canal 33, del que fue director general.
En el 2010, socios mayoritarios de la planta televisiva le pidieron la renuncia de la directiva de Globovisión, la cual acepta debido a las fuertes presiones.

### La Patilla
El 11 de junio de 2010 creó un sitio web de noticias, llamado La Patilla. El viernes 5 de agosto de 2011 adquirió en su totalidad el canal colombiano Cablenoticias.

## Vida personal
Ravell es primo hermano de Jorge Arreaza quien fuera canciller y exvicepresidente de Venezuela.